# یوهان اولاف کوس
یوهان اولاف کوس (به نروژی: Johann Olav Koss) ورزشکار مرد رشتهٔ اسکیت سرعتی اهل کشور نروژ است. وی در بین سال‌های ‎۱۹۹۲ تا ۱۹۹۴ میلادی در مسابقات بازی‌های المپیک زمستانی در مجموع ۵ مدال، شامل ۴ مدال طلا و ۱ نقره را بدست آورده است